# 인천광역시동부교육지원청
인천광역시동부교육지원청(仁川廣域市東部敎育支援廳, Incheon Dongbu Office of Education)은 인천광역시 남동구, 연수구(송도국제도시 포함)를 관할하는 인천광역시교육청 산하의 교육지원청이다.
교육장은 장학관으로 보한다.

## 산하기관

### 남동구
초등학교
| - 상인천초등학교 - 인천간석초등학교 - 인천경원초등학교 - 인천고잔초등학교 - 인천구월서초등학교 - 인천구월초등학교 - 인천남동초등학교 - 인천남촌초등학교 - 인천논곡초등학교 | - 인천논현초등학교 - 인천담방초등학교 - 인천도림초등학교 - 인천동방초등학교 - 인천동부초등학교 - 인천만수북초등학교 - 인천만수초등학교 - 인천만월초등학교 - 인천사리울초등학교 | - 인천상아초등학교 - 인천새말초등학교 - 인천서창초등학교 - 인천석정초등학교 - 인천석천초등학교 - 인천성리초등학교 - 인천소래초등학교 - 인천송천초등학교 - 인천신월초등학교 | - 인천약산초등학교 - 인천원동초등학교 - 인천은봉초등학교 - 인천인동초등학교 - 인천인수초등학교 - 인천장도초등학교 - 인천장수초등학교 - 인천정각초등학교 - 인천조동초등학교 - 인천주원초등학교 - 인천한빛초등학교 |

중학교
| - 간석여자중학교 - 구월여자중학교 - 구월중학교 - 남동중학교 - 논곡중학교 - 동인천중학교 | - 만성중학교 - 만수북중학교 - 만수여자중학교 - 만수중학교 - 만월중학교 - 상인천여자중학교 | - 상인천중학교 - 석정중학교 - 숭덕여자중학교 - 인천고잔중학교 - 인천논현중학교 | - 인천동방중학교 - 인천사리울중학교 - 인천서창중학교 - 인천성리중학교 - 인천정각중학교 |

### 연수구
초등학교
| - 인천능허대초등학교 - 인천동막초등학교 - 인천동춘초등학교 - 인천먼우금초등학교 - 인천명선초등학교 | - 인천문남초등학교 - 인천박문초등학교 - 인천서면초등학교 - 인천선학초등학교 - 인천송도초등학교 | - 인천송명초등학교 - 인천송원초등학교 - 인천신송초등학교 - 인천신정초등학교 - 인천연성초등학교 | - 인천연수초등학교 - 인천연화초등학교 - 인천옥련초등학교 - 인천중앙초등학교 - 인천청량초등학교 - 인천청학초등학교 |

중학교
| - 능허대중학교 - 박문중학교 - 선학중학교 - 신송중학교 - 연성중학교 - 연수중학교 | - 연화중학교 - 옥련중학교 - 인송중학교 - 인천신정중학교 - 인천여자중학교 - 인천중학교 - 인천현송중학교 | - 인천해송중학교 - 청량중학교 - 청학중학교 - 인천예송중학교 - 함박중학교 - 박문중학교 - 인천미송중학교 | - 인천축현초등학교 - 인천함박초등학교 - 인천해송초등학교 - 인천미송초등학교 |

## 같이 보기
- 대한민국 교육부